# Adelskette
Die Adelskette, kurz Kette, war eine geheime Adelskorporation, die sich zur Zeit des Wiener Kongresses konstituiert hatte und aus in Wien versammelten Mitgliedern des höheren Adels – besonders der Mediatisierten – bestand.

## Geschichte
Laut Statuten vom 10. Januar 1815 sollte die Kette eine „allgemeine deutsche wissenschaftliche und sittliche Bildungsanstalt“ ausschließlich für den Adel als dem ersten und gebildetsten Stand sein, durch welche die Tugenden des Rittertums wiedererweckt und erhalten werden sollten. Grade und eine Einteilung nach den mittelalterlichen Provinzen waren vorgeschlagen, adlige Feste sollten gehalten werden.
Ziel des Bundes war, die adelsrechtlichen Veränderungen seit dem Reichsdeputationshauptschluss von 1803 rückgängig zu machen. Dieses Vorhaben blieb weitgehend Utopie und wurde nicht in die Tat umgesetzt.
Die Vereinigung, der rund 50 Personen angehörten, wählte den Freiherrn Karl von Baden zum Vorsitzenden. Werner von Haxthausen und Joseph von Laßberg wurde ein großer Einfluss in diesem Kreis zugeschrieben.